# Thomas Kortegaard
Thomas Kortegaard (født 2. juli 1984) er en dansk tidligere fodboldspiller og midtbanespiller, som spillede størstedelen af sin karriere for AC Horsens.

## Klubkarriere

### AaB
Kortegaard blev den 17. juli 2003 udlejet til FC Nordjylland for 2003-04-sæsonen. Kortegaard blev flyttet op på klubbens førstehold i sommeren 2004, da han vendte tilbage til AaB. 
Kontrakten blev i maj 2006 forlænget til sommeren 2007. Klubben ønskede dog ikke i 2007 at forlænge kontrakten, hvorfor Kortegaard forlod klubben.

### AC Horsens
Få timer efter at Kortegaard havde forladt AaB, blev det offentliggjort, at Kortegaard havde skrevet under på en toårig kontrakt med AC Horsens. I maj 2008 skrev han under på en kontraktforlængelse.
Han spillede 12 sæsoner i AC Horsens med 282 ligakampe på klubbens førstehold til følge og i alt 315 kampe. Hans 182 superligakampe gør ham til klubbens rekordholder over flest kampe i den bedste række. Skønt det blot blev til samlet 21 mål i Horsens, har han med to mål — begge scoret mod IF Elfsborg i en Europa League-kamp i 2012 — klubrekorden for flest mål i europæiske turneringer.
Han indstillede sin aktive karriere 26. august 2019 som følge af sygdom.

## Landsholdskarriere
Kortegaard har igennem sin ungdomskarriere opnået i alt 15 optrædener på de danske U-landshold. 